# Валери Белчев
Валери Белчев е български финансист и министър на финансите във второто служебно правителство на Стефан Янев от 16 септември до 13 декември 2021 г.

## Биография
Завършва магисттратура по публична администрация в Харвардския университет и магистратура по финансови и банкови техники в Университета Париж-2 Пантеон-Асас, а след това защитава докторатпо икономически науки в УНСС с фокус върху банковите регулации. Работи в „Ейч Ес Би Си“ (CCF HSBC), „Креди Агрикол Индосюез“ (Credit Agricole Indosuez), „Фортис Банк“ (Fortis Bank) и „Сосиете Женерал“ (Societe Generale). През 2007 г. се фокусира върху инвестиционния бизнес, установява стратегическо партньорство с „Ротшилд и Сие“ (Rothschild & Cie) и действа в качеството на изключителен партньор за България до 2013 г. През 2015 г. има ключова роля в създаването на държавното дружество от системата на Министерството на финансите, „Фонд мениджър на финансови инструменти в България“ ЕАД, в качеството си на изпълнителен директор и председател на управителния съвет.
Владее френски, английски, италиански и руски.
Женен с две деца.
Практикува тенис.